# João Telo de Meneses
D. João Telo De Meneses ou Teles de Meneses (Lisboa? c. 1600 - 1649) foi um militar português. Era filho do general, cronista-mor e cosmógrafo-mor de Portugal D. Manuel de Meneses, e de sua segunda (?) esposa D. Luísa de Moura.
Seguiu seu pai em 1625 na Recuperação de Salvador de Bahia. O próprio D. Manuel diz no seu relato desse acontecimento, quando enumera os participantes da Armada: "D. João Tello de Meneses, filho do general, capitão da Capitania".
D. António Caetano de Sousa diz que  D. João Tello de Menezes, succedeo na Casa a seu pay , servio em Flandes , foy Governador da Ilha da Madeira no anno de 1636, donde voltando para o Reyno, o tomarão os Hollandezes. Achava-fe em Madrid, quando foy a Acclamação delRey Dom João IV., e intentando passarse ao feu servigo, foy prezo, e entregue a D. Marcellino de Faria e Gusmão, Alcalde de Corte, com cuja filha Dona Dorothea de Gusmão casou, e com ella passou a Portugal; e entrando no serviço desta Coroa, conseguio reputação; porque governando Olivença, a defendeo valerosamente [e ficou gravemente ferido], quando pertendeo surprendella o Marquez de Laganhes [em companhia do célebre Cosmander] no anno de 1648: EIRey lho agradeceo com huma Carta tão honrada, que a refere o Conde da Ericeira na sua estimada Obra de Portugal Restaurado (tom I. pag. 334, c701): foy do Conselho de Guerra, e Governador do Porto; e estando nomeado Embaixador aos Estados de Hollanda, morreo no anno de 1649, sem que desta união ficassem fllhos." .